# السيد بيبودي وشيرمان
السيد بيبودي وشيرمان  (بالإنجليزية: Mr. Peabody & Sherman) هو فيلم رسوم متحركة من إنتاج دريم ووركس أنيميشن ومن توزيع تونتيث سينتشوري فوكس بـ الولايات المتحدة وصدر في سنة 2014. الفيلم من إخراج روب مانكوف وهو من بطولة تاي باريل وأرييل وينتر وليزلي مان وستيفن كولبير وماكس تشارلز.

## القصة
تدور أحداث القصة حول الكلب بيبودي وابنه شيرمان في مدينة نيويورك في الولايات المتحدة الأمريكية ولكن بيبودي هو كلب مثقف
غير عن كل الكلاب هو كلب أبيض اللون عدسته خضراء ويرتدي نظارة أما شيرمان لون شعره هو برتقالي ويرتدي ملابس بيضاء وسوداء وعدسته برتقالية وايضاً يرتدي نظارة ويخلعها حين ينام يدرس شيرمان في مدرسة حكومية وهناك فتاة تدعى بيني وهي من بدأت مشكلة شيرمان باعتقاد انه كلب وبعد ذلك حضر بيبودي لقاء المدير وأخبره بان شيرمان وقع في شجار مع بيني وعضها واتت سيدة ضخمة تخبره إذ لم تعامل إبنك باحترام فسوف يتم تبينه ودعا بيبودي بيني ووالديها لعشاء جماعي ولكن بيبودي أخبر شيرمان أن لا يقول عن آلة الزمن وبالخطأ شيرمان أخبرها وسافرت بيني عبر الزمن

## الازمنة التي سافروا اليها
- الثورة الفرنسية (بدون بينى)
- مصر القديمة
- روما وقابلوا ليوناردو دا فينشي
- اليونان وخاضوا حرب طروادة
- الزمن الحاضر

## الممثلون والشخصيات
- تاي باريل (بدور: السيد بيبودي)
- أرييل وينتر (بدور: بيني وبيترسون)
- ليزلي مان
- ستيفن كولبير (بدور: بول بيترسون)
- ماكس تشارلز (بدور: شيرمان)
- ماري انطوانيت

## الميزانية والإيرادات
بلغت تكلفة إنتاج الفيلم حوالي 145 مليون دولار.

## روابط خارجية
- السيد بيبودي وشيرمان على موقع IMDb (الإنجليزية)
- السيد بيبودي وشيرمان على موقع ميتاكريتيك (الإنجليزية)
- السيد بيبودي وشيرمان على موقع روتن توميتوز (الإنجليزية)
- السيد بيبودي وشيرمان على موقع نتفليكس (الإنجليزية)
- السيد بيبودي وشيرمان على موقع ألو سيني (الفرنسية)
- السيد بيبودي وشيرمان على موقع Turner Classic Movies (الإنجليزية)
- السيد بيبودي وشيرمان على موقع أول موفي (الإنجليزية)
- السيد بيبودي وشيرمان على موقع بوكس أوفيس موجو (الإنجليزية)
- السيد بيبودي وشيرمان على موقع فيلمافينيتي (الإسبانية)
- السيد بيبودي وشيرمان على موقع قاعدة بيانات الأفلام السويدية (السويدية)